# ガルシア・レポート
ガルシア・レポート（Garcia_Report、世界サッカーにおける腐敗の主張が起きる中で、マイケル・J・ガルシア（英語: Michael J. Garcia）による調査リポート）は、マイケルJ.ガルシア が世界の サッカー（サッカー） の汚職の申し立てに対して作成した調査報告。
FIFAによって委託され、その調査結果をFIFAに対して、2014年9月5日に送った。

## ガルシアとエッカートの約束
2012年7月17日、FIFAの会長である、ゼップ・ブラッターによって発表された反腐敗改革の後で、ドイツの裁判官であるエッカートが倫理委員会の会長として任命され、その倫理委員会の調査のリーダーとして、前の米国の弁護士であるマイケルJ.ガルシアを任命した。この倫理委員会では、また、協力して事件を調査する権限を与えられた。それらのFIFAの法令またはガルシアとエッカートが、それらのFIFAの規則に加え、前の4年でのサッカーとの「支払われた接続を持っていない彼らの家族を果たした時」に、ガーディアンでは、「ガルシアとエッカートは、贈収賄と票買収のスキャンダルの後にFIFAの信頼性を回復することに役立つことができるいわゆる「フットボールファミリー」の外部における重要な独立なデータとみなされている」と報じた。
それらの約束の上で、ガルシアとエッカートは、事柄においてFIFAの会長であるゼップ・ブラッターの行動を評価するためだけでなくInternational Sports and Leisure (ISL)と、前のFIFA会長であるジョアン・アベランジェと前の実行委員会委員であるリカルド・テーシェーラに売り込んでいるFIFAによって疑わしい違法な支払いを調査するため、直ちに負担をかけられた。ISLは、契約金が数百万ドルに達するワールドカップなどのイベントに対して放送権を売買することが専門だった。今回のケースは、エッカートが、賄賂が1992年から2000年の間にISLによってアヴェランジエ、テーシェーラ、およびNicolas LeozとCONMEBOLの当時の会長に支払われたとされる判決している中でガルシアによる調査の後に2014年4月30日に終わった。FIFAの名誉会長であるアヴェランジエとLeozが2014年4月の初めにすでにそれらのポストを辞任した時に、どの行動も比較された。しかし、ブラッターは「犯罪または倫理の非行」から解放されたが、「不器用」として説明されて、それは疑われた上に、「数年の間知っていたか、またはISLの破産の前に、ISLが他のFifa役員に賄賂を作ったと知っていたはず」と語っていた。

## ガルシアによる調査付託
2012年8月、ガルシアは、入札プロセスを調査する彼の意図に加え、FIFA理事会によってそれぞれロシアとカタールに2018年と2022年のFIFAワールドカップを主催する権利を授与するという決定を行った。
開催地の決定は2010年12月にあった。2011年5月にイギリス議会の問い合わせの前の間に、イギリスの2018年招致委員会会長のDavid Triesmanは、サポートと交換に賄賂をイギリスチームに頼んだことを理由に、FIFA理事会のメンバーであるジャック・ウォーナー、Worawi Makudi、Nicolas Leoz、およびリカルド・テーシェーラを告発した。議会は、また、FIFA理事会のメンバー、イッサ・ハヤトウとJacques Anoumaが伝えられるところでは、カタール招致委員会によって150万ドルを買収されたという「サンデー・タイムズ」からの証拠を受け取った。ただ、「サンデー・タイムズ」はパイドラ・アル・マージドと話した内部告発者が、2011年7月に彼女の主張を撤回した。2011年12月、「デイリー・テレグラフ」は、FBIが疑わしいイギリスのEメールアカウントとアメリカのワールドカップ招致に侵入調査をしていたことを報じた。
FIFAは、誘致委員会が、その理事会とその理事の親族に対し、提供することを禁じた。のちにガルシアは2018年のワールドカップの招致プロセス全体の調査を拡大した。ガルシアの調査は、懲戒処分を前提条件として断っている彼らによって、役員とのインタビューを要求することを可能にしました。しかし、ガルシアは、前のFIFA副会長である、モハメド・ビン・ハマムがサッカー活動から永久追放される時に、インタビューすることができなかった。このガルシアの調査付託は、FIFAの倫理規定に違反したかもしれない個人に対し、拡大した。ガルシアは、リポートの中でガルシア自身と話すことを断った個人について、名付けることを期待されていた。また、ガルシアは、ハマムと話すため、インターネットに文書を求めるために人々を集める能力を持っていなかった。
ガルシアはFIFA倫理委員会の調査室の副会長によるリポートの発表について補助された。ガルシアがアメリカ人だったため、そのガルシアが、潜在的な利害対立を防止するため、米国に入ることを是認された時に、副会長は、ロシアを調査したリポートの項目を生み出した。しかし、ロシアは、ガルシアが、調査の中で入ることが許されなかった、唯一の招致国だった。

## エッカートによって妨げられた公表
ガルシアは2014年9月に350ページのリポートを届けたが、法律の理由のために公表されないであろうということがハンス・ヨアヒムエッカートによって発表された。エッカートは、リポートについての判断が2015年の春に公表されるであろうと言い、リポートは4人によって見られていただけだった。後で、エッカートはガルシア・レポートの概要が2014年11月の中頃までに公表されるであろうということを発表した。エッカートは、リポートについての判断としての関連で、「多くの人は、私が、それらに話そうとしていることが好きでないでしょう」と語った。
エッカートは一個人を判断するだけであろうし、2018年・2022年のワールドカップのホスティングについての決定をFIFAに任せることにしていた。ガルシアは、FIFA理事会の何人かのメンバーとともに、ガルシア・レポートが、内部告発者を保護するために編集された名前を除いて、完全に公表されることを要求した。ガルシアは、FIFA に対し「調査と判決プロセスは、ほとんどの部分非可視のおよび聞こえない。諜報機関に適切であるかもしれない一種の統一性である けれども、一般大衆を提供し、強烈な公的な精査の主題である国際的なスポーツ組織の倫理服従プロセス」 と発言。

## 発表されたエッカートによる要約
2014年11月13日に、マイケル・ガルシアのリポートをレビューした後に、ハンス・ヨアヒムエッカートは42ページの要約を発表した。この要約は2018年と2022年のワールドカップの招致活動にどのような悪事でもロシアとカタールから取り除きました。つまりはロシアとカタールのワールドカップが開催することができることになった。また、要約では、ロシアの招致委員会にリースされたコンピュータがないので、ロシア側が「レビューで利用可能な限られた量の文書だけ」となっていたので、いくつかのEメールアカウントに、アクセスすることができなかった。エッカートが作成したレビューには、それらの招致活動において「潜在的に問題の多い事実と状況」を発見し、ワールドカップの招致活動をしていたイギリスとオーストラリアに対し、それらの招致活動の完全性を徐々に蝕んだと述べた。また、ジャック・ウォーナーのサポートを勝ち取ろうとした、イギリスは、不適切だと評された。オーストラリアはアフリカの国でのフットボールの入札とその出資の間のつながりについて批判され、2人のオーストラリアのコンサルタントが入札と倫理の規則に違反した。また、日本と韓国の招致委員会は、「贈り物」を配布し、「利益の衝突または申し出」の誤解を与えることについて批判された。
FIFAでは、「閉鎖度に達しているという事実」を歓迎した一方で、AP通信は、このエッカート要約について「漆喰として批評家によって弾劾された」と報じた。この要約が発表された数時間後に、ガルシアはFifaの訴え委員会にアピールする意図を宣言する間に、「物質的に事実と結論の誤った表現」によって「不完全であること」について批判した。このガルシア・レポートが、Fifa理事会メンバーからFifa会長候補のJeromeChampagneとイギリス・プレミア・リーグ会長リチャード・スクードモーに加え、ジム・ボイス、ジェフリー・ウェブ、およびSunil Gulatiが、いくつかの要求があった。これに対し、エッカートは、ガルシアの反応に「驚く」と共に「大陸の法律のための機密の権利」を理由に、ガルシアリポートを発表する要求に同意することを断った。
1週間足らずで、エッカートは、調査が「暫定的なステージ」としたうえで、ガルシアが「現在最終報告に調査し続けることができます」という要求を却下された。
2014年11月15日に、ドイツサッカー連盟会長のラインハルトは、このガルシアリポートが、「これが起こらず、危機が信用できる方法で解決されないならば、あなたは、あなたがまだFifaとのよい手の中にいるかどうかの問題を考慮する必要があります」を語って、完全に公表されなければ、UEFAがFIFAから脱退するかもしれないと警告した。

## 関連リンク
- 2014年11月13日に発表されたエッカートによる要約 (PDF)